# Cascas (cidade)
Cascas é uma cidade do Peru, situada na região de La Libertad. Capital da província de  Gran Chimú, sua população em 2017 foi estimada em 4.688 habitantes.